# Diecezja południowa Kościoła Adwentystów Dnia Siódmego w RP

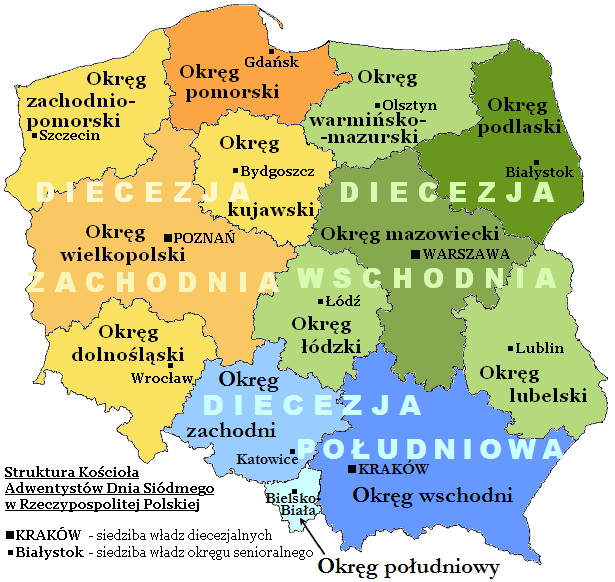
Podział administracyjny Kościoła Adwentystów Dnia Siódmego w RP

Diecezja południowa, dawniej: Zjednoczenie południowe – diecezja Kościoła Adwentystów Dnia Siódmego w RP obejmująca województwa: małopolskie, opolskie, podkarpackie, śląskie i świętokrzyskie. Diecezja liczy 48 zborów i 10 grup w ramach 3 okręgów.
Zjednoczenie południowe  z siedzibą w Bielsku-Białej wyłoniło się w roku 1920 ze Zjednoczenia polsko-czeskiego, które powstało w roku 1912 na Śląsku Cieszyńskim. Nosiła ona nazwę Śląsko-Galicyjskie Stowarzyszenie Adwentystów Dnia Siódmego (Diecezja Śląsko-Galicyjska), a kierował nią pastor Leopold Mathe.
Aktualnie siedzibą władz diecezjalnych jest Kraków.

## Władze
- przewodniczący diecezji – pastor Marek Jankowski
- sekretarz diecezji – pastor Dariusz Lazar
- skarbnik diecezji – Piotr Gołaszewski

## Struktura

### Okręg południowy
- pastor-senior: Mariusz Sobkowiak

#### Zbory

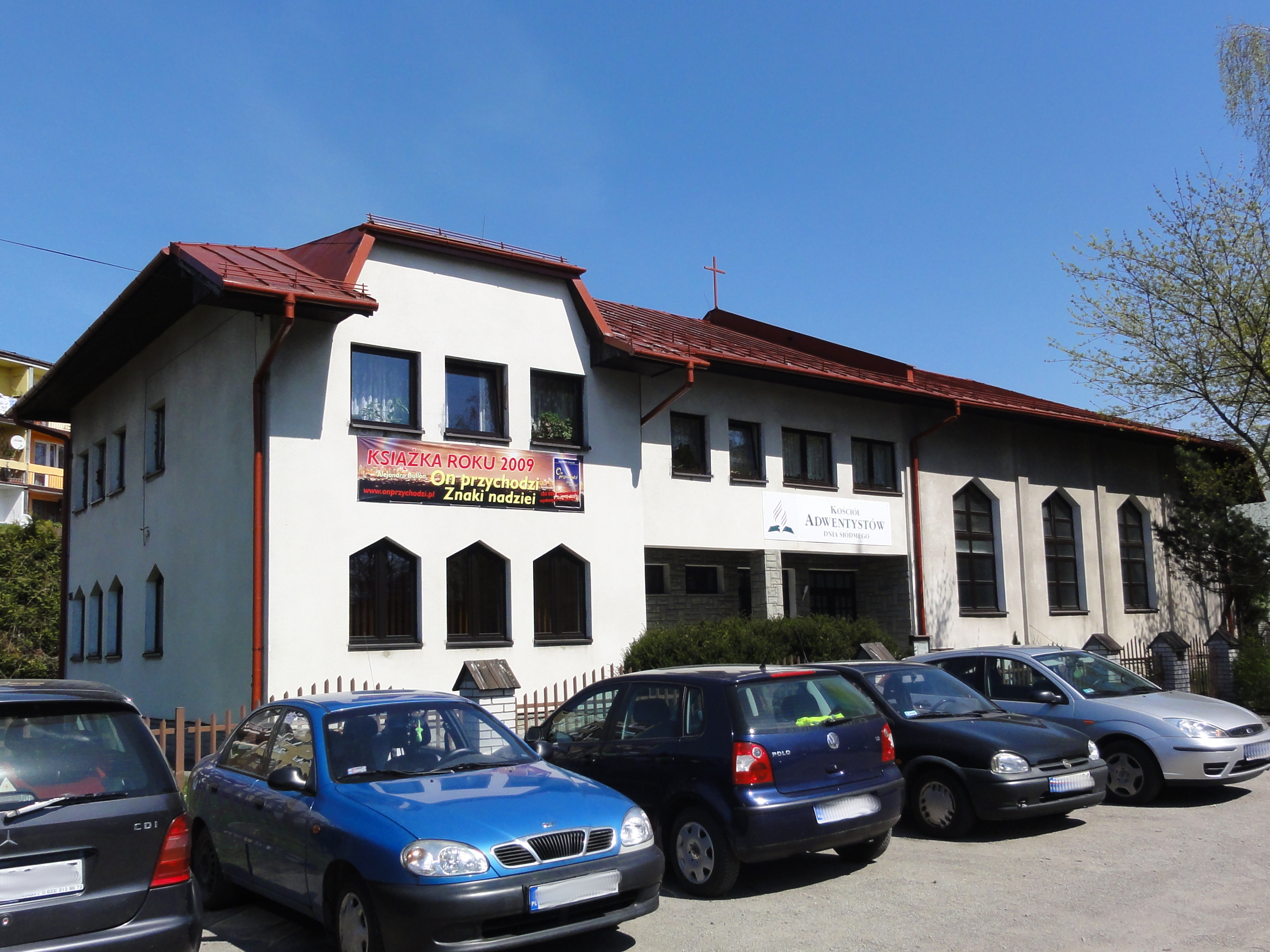
Kościół Adwentystów Dnia Siódmego w Skoczowie

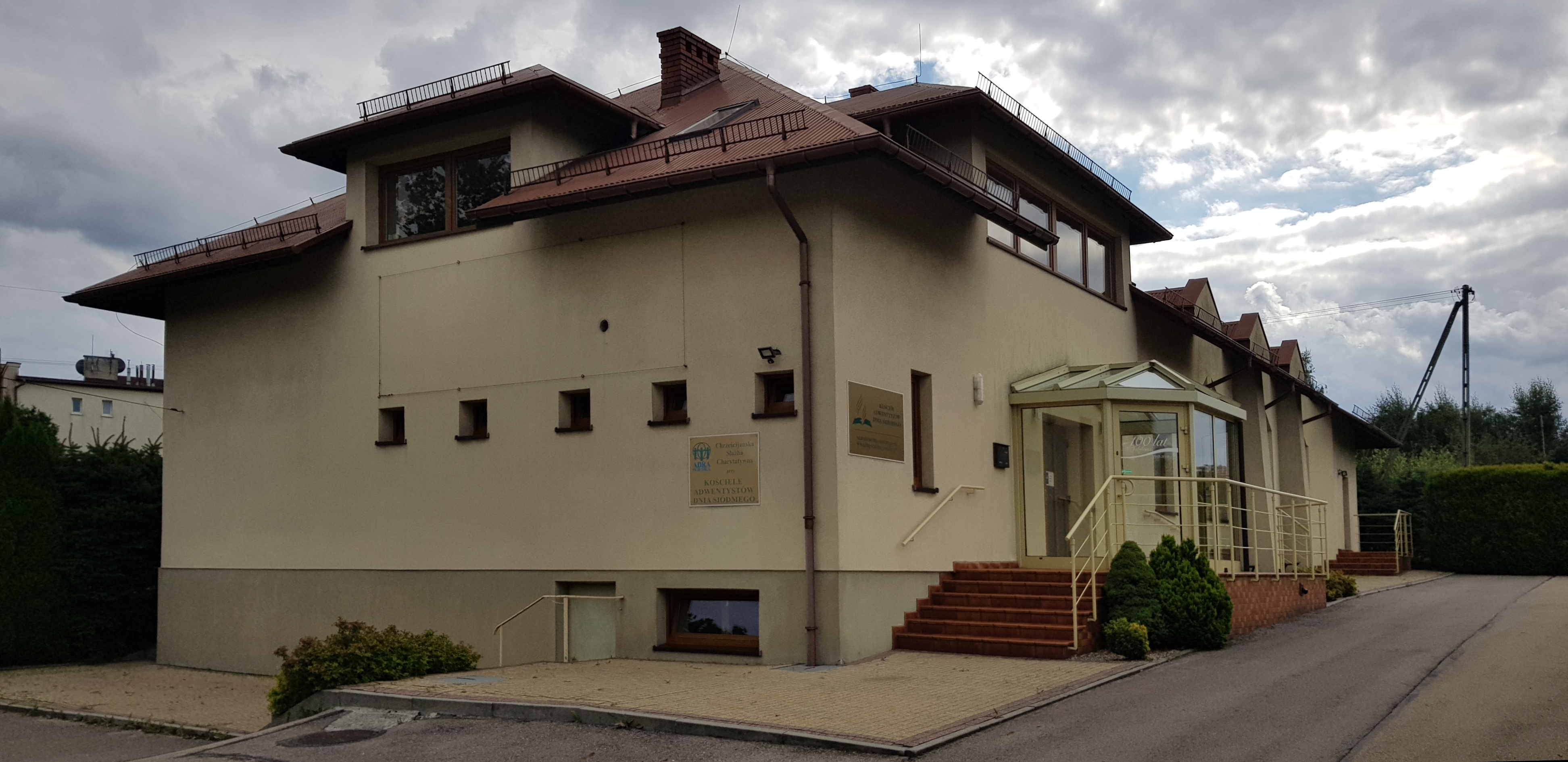
Kościół Adwentystów Dnia Siódmego w Jaworzu

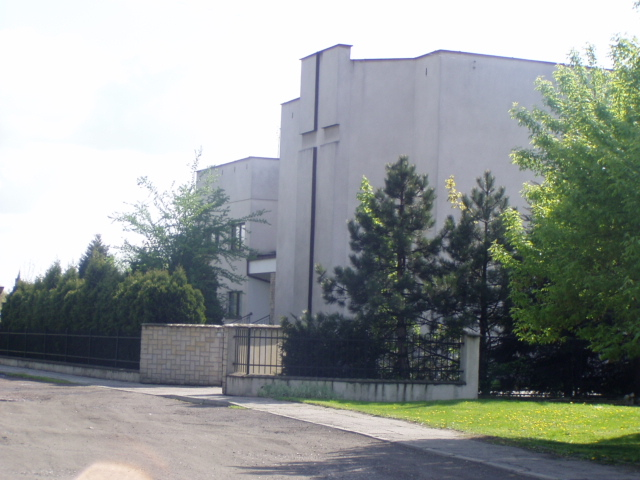
Dom modlitwy Kościoła Adwentystów Dnia Siódmego w Pszczynie

- zbór w Andrychowie
- zbór w Bielsku-Białej (pierwszy)
- zbór w Bielsku-Białej (drugi)
- zbór w Cieszynie
- zbór w Czechowicach-Dziedzicach
- zbór w Jaworzu
- zbór w Oświęcimiu
- zbór w Skoczowie
- zbór w Ustroniu
- zbór w Wiśle
- zbór w Żywcu

#### Grupy
- grupa w Zaborzu

### Okręg wschodni
- pastor-senior: Wasyl Bostan

#### Zbory
- zbór w Balinie
- zbór w Gorlicach
- zbór w Kalwarii Zebrzydowskiej
- zbór w Kielcach
- zbór w Krakowie
- zbór w Krakowie-Nowej Hucie
- zbór w Krośnie
- zbór w Leksandrowej
- zbór w Lgocie
- zbór w Łańcucie
- zbór w Markowej
- zbór w Nowym Sączu
- zbór w Przemyślu
- zbór w Rzeszowie
- zbór w Sandomierzu
- zbór w Sanoku
- zbór w Stalowej Woli
- zbór w Tarnowie
- zbór w Zakopanem

#### Grupy
- grupa w Olkuszu
- grupa w Mielcu
- grupa w Tarnobrzegu

### Okręg zachodni
- pastor-senior: Edward Parma

#### Zbory
- zbór w Bytomiu
- zbór w Częstochowie
- zbór w Gliwicach
- zbór w Jastrzębiu-Zdroju
- zbór w Jaworznie
- zbór w Katowicach
- zbór w Kędzierzynie-Koźlu
- zbór w Kochanowicach
- zbór w Myszkowie
- zbór w Nysie
- zbór w Opolu
- zbór w Pszczynie
- zbór w Rudzie Śląskiej
- zbór w Rybniku
- zbór w Sosnowcu
- zbór w Tarnowskich Górach
- zbór w Wieluniu
- zbór w Żorach-Osinach

#### Grupy
- grupa w Brzegu
- grupa w Krapkowicach
- grupa w Niemodlinie
- grupa w Namysłowie
- grupa w Tychach
- grupa w Zabrzu-Helence

## Dane teleadresowe
Kościół Adwentystów Dnia Siódmego w RP
Diecezja Południowa
ul. Lubelska 25
30-003 Kraków